# Tom Jacobsen
Tom Jacobsen (født 4. august 1949) er en dansk skuespiller.

## Filmografi
- Lykken er en underlig fisk (1989)

### Tv-serier
- De Udvalgte (2001)